# سد قاع حظوظا
سد قاع حظوظا هو سد خرساني يقع جنوب شرق المدينة المنورة، ويبعد عن المسجد النبوي بنحو 40 كم.[بحاجة لمصدر]

## الوصف
يقع السد على قاع حظوظا التي تصب فيها خمسة أودية من بينها وادي الشعبة، ويبلغ طوله 595 مترا وارتفاعه 7 أمتار مبنية بالتراب المغلف بالخرسانة بغرض حجز المياه وتوفيرها. تصل سعته التخزينية إلى 40,000,000 متر مكعب.